# Rodions Kurucs
Rodions Kurucs (Cēsis, 5 febbraio 1998) è un cestista lettone, di ruolo ala piccola, di formazione spagnola.

## Carriera
È stato selezionato dai Brooklyn Nets al secondo giro del Draft NBA 2018 (40ª scelta assoluta).

## Palmarès

### Squadra
- Copa del Rey: 1

Barcellona: 2018
- Liga catalana: 1

Barcellona: 2017

### Individuale
- All-Tournament Team Europeo Under-16 2014

Lettonia 2014